# Mauretanija
 Ovo je glavno značenje pojma Mauretanija. Za druga značenja pogledajte Mauretanija (razdvojba).
Mauretanija ili Mauritanija (službeno Islamska Republika Mauretanija) je država u zapadnoj Africi na obali Atlantskog oceana. Graniči na sjeveru s teritorijem Zapadna Sahara, na sjeveroistoku s Alžirom, na istoku i jugu s Malijem te na jugozapadu sa Senegalom.

## Zemljopis
Sjeverni i većinu središnjeg dijela zemlje zauzima pustinja Sahara u kojoj je život ograničen na oaze. Na jugu zemlje prostire se stepski Sahel gdje nešto veća količina oborina omogućuje razvoj nomadskog stočarstva i ograničenog ratarstva. Sjedilačka poljoprivreda moguća je samo na krajnjem jugozapadu uz obale granične rijeke Senegal. Reljef Mauretanije sastoji se od nizina i niskih uzvisina, a najviši vrh je Kediet Ijill (915 m) na sjeveru uz zapadnosaharsku granicu.

## Povijest
Od 3. do 7. stoljeća na područje Mauretanije sa sjevera su se doselili Berberi zauzevši prostore koje je napustio ratarski narod Bafura nakon što su zbog sve sušnije klime postali nepogodni za sjedilačku poljoprivredu. U ovoj se regiji u 11. stoljeću rodio islamski vjersko-politički pokret Almoravida koji je u sljedećih stotinu godina uspostavio državu u zapadnom Magrebu i većem dijelu Iberijskog poluotoka. Tijekom prve polovice drugog tisućljeća područje Mauretanije uglavnom je islamizirano, a arapsko-berberska kultura postala je dominantna.
Europska kolonizacija regije, isprva u priobalju, započela je u 15. stoljeću. Uskoro su se Francuzi izborili za poziciju glavne kolonijalne sile u cijeloj zapadnoj Africi, ali njihov prodor u unutrašnjost zemlje i pokoravanje arapskih plemena završeni su tek na prijelazu 19. u 20. stoljeće, kada je Mauretanija je uključena u sastav Francuske Zapadne Afrike.
Poslije Drugog svjetskog rata u Mauretaniji jača političko organiziranje domaćeg stanovništva, osnivaju se prve stranke, godine 1958. zemlja dobiva široku autonomiju u okviru Francuske zajednice, a 1960. potpunu neovisnost. Autoritarna vladavina prvog izabranog predsjednika koji se zvao Moktar Ould Daddah okončana je vojnim udarom 1979. nakon neuspješnog pokušaja Mauretanije da zauzme južnu trećinu bivše španjolske kolonije Zapadne Sahare. U razdoblju od 1979. do 1984. na vlasti su se smjenila trojica predsjednika, a od 1984. do 2005. zemljom je vladao pukovnik Maaouya Ould Sid'Ahmed Taya. Dana 3. kolovoza 2005. dok je Ould Taya prisustvovao pogrebu saudijskog kralja Fahda skupina časnika na čelu sa šefom policije, pukovnikom Elyem Ould Mohamedom Vallijem izvršila je državni udar i preuzela vlast. No, donijeli su novi Ustav, održali parlamentarne i predsjedničke izbore, a 19. travnja 2007. na dužnost predsjednika stupio je Sidi Ould Cheick Abdallahi. 10. travnja 2007. Mauretanija je ponovno primljena u članstvo Afričke unije. (Bila je suspendirana od udara 2005. godine)
Vojna vlast je vratila zemlju u demokraciju unutar dvije godine, kako su i obećali.

## Stanovništvo
Oko dvije trećine stanovništva su Mauri, podijeljeni prema rasnom kriteriju na dominantne bijele (potomke Arapa i Berbera) i crne (koji su povijesno bili robovi i slobodnjaci, a u kolonijalnom su razdoblju zbog bolje obrazovanosti sačinjavali većinu birokratske klase). Mauri govore hasanijom, dijalektom arapskog s velikim brojem berberskih riječi.
Ostatak stanovništva čine pripadnici naroda koji žive i u ostalim državama zapadne Afrike, a u Mauretaniji su koncentrirani na jugu zemlje: Tukulor, Fulani, Soninke i Wolof, koji svi govore vlastitim jezicima.
Religija velike većine stanovništva je Islam.

## Gospodarstvo
Oko polovice stanovništva još je uvijek zaposleno u poljoprivredi koja je u padu zbog čestih suša 70-ih i 80-ih godina dvadesetog stoljeća. Mauretanijske vode su među najbogatijim ribolovnim područjima svijeta, ali ugrožava ih preveliko izlovljavanje. Zemlja posjeduje velike zalihe željezne rude koja čini oko 40 % izvoza. U posljednje vrijeme istražuju se i podmorska nalazišta nafte. BDP je za 2004. procijenjen na 1800 USD po stanovniku, mjereno po PPP-u.